# Гідроторф
Гідроторф (рос.гидроторф, англ. hydropeat, нім. Hydrotorf m) – спосіб розробки торфового покладу з застосуванням гідромеханізації і продукція, яку отримують цим способом. 
Вперше застосований в Росії в 20-ті рр. Способом Г. було видобуто бл. 187 млн т повітряно-сухого торфу. Гідравлічний спосіб в 1950-60-і рр. замінений поверхнево-пошаровим способом видобутку торфу.